# 코네티컷강

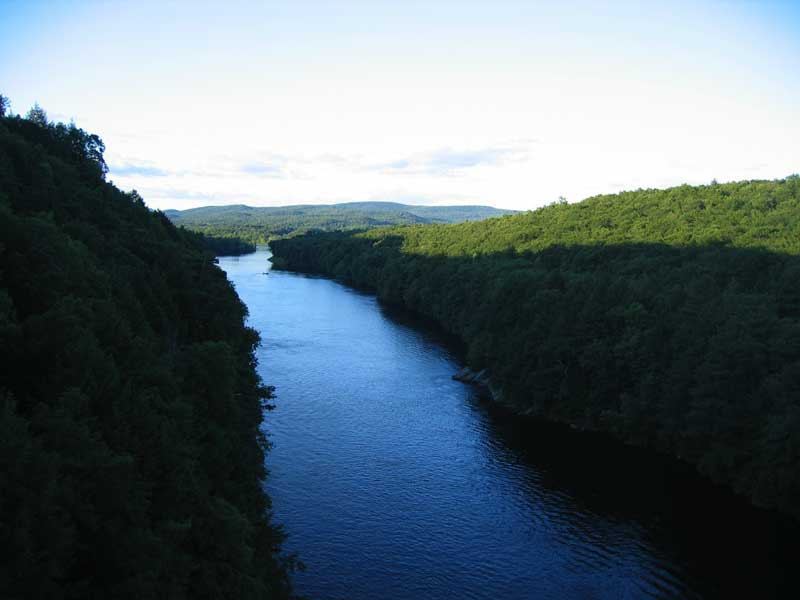
코네티컷 강

코네티컷강(Connecticut River)은 미국 뉴잉글랜드 최대의 강이다.